# یواس‌اس بریتانیا (۱۸۶۲)
یواس‌اس بریتانیا (۱۸۶۲) (به انگلیسی: USS Britannia (1862)) یک کشتی بود که طول آن ۱۸۹ فوت (۵۸ متر) بود. این کشتی در سال ۱۸۶۲ ساخته شد.